# Décès en décembre 1968
Décès
- 1964
- 1965
- 1966
- 1967
- 1968
- 1969
- 1970
- 1971
- 1972

Pour une information complémentaire, voir la page d'aide.

| Date        | Nom         | Pays                 | Activités                           | Âge | Source |
| ----------- | ----------- | -------------------- | ----------------------------------- | --- | ------ |
| 18 décembre | Frantz Adam | Drapeau de la France | Psychiatre et photographe français. | 82  |        |